# Planejamento

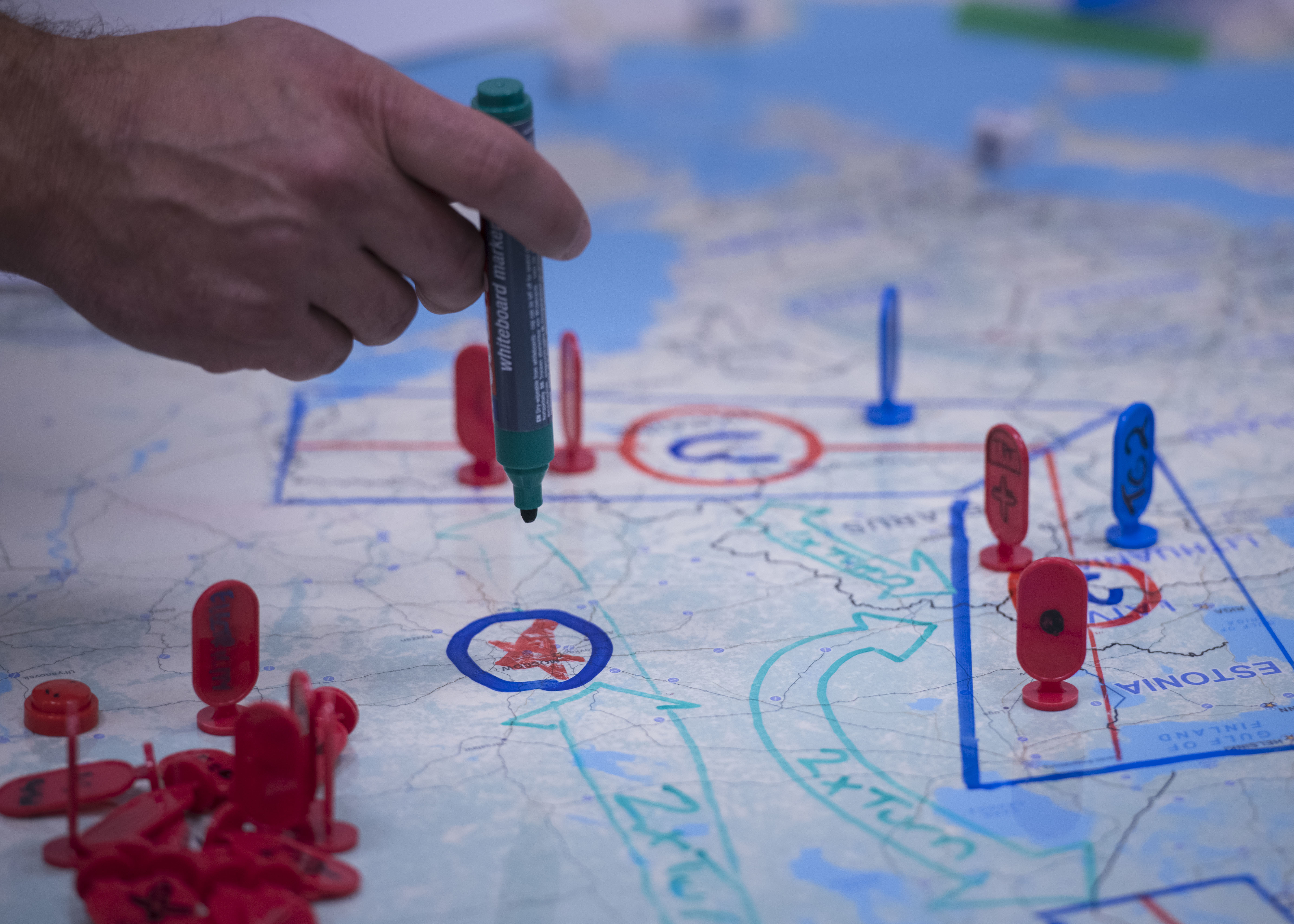
Exemplo de planejamento durante jogos de guerra.

O planejamento (português brasileiro) ou planeamento (português europeu) é uma ferramenta administrativa, que possibilita perceber a realidade, avaliar os caminhos, construir um referencial futuro, o trâmite adequado e reavaliar todo o processo a que o acoplamento se destina. Sendo, portanto, o lado racional da ação. Tratando-se de um processo de deliberação abstrato e explícito que escolhe e organiza ações, antecipando os resultados esperados. Esta deliberação busca alcançar, da melhor forma possível, alguns objetivos pré-definidos.
Planejar é decidir com antecedência o que será feito, como será feito, quando será feito e por quem será feito. O planejamento cobre o espaço entre onde estamos e para onde queremos ir. Torna possível a ocorrência de eventos que, em caso contraio não aconteceriam. Embora o futuro exato não possa ser predito, e fatores incontroláveis podem interferir com os planos mais bem formulados, a menos que haja planejamento, os eventos serão deixados totalmente ao sabor do acaso. Planejamento é um processo intelectual exigente; requer determinação consciente das alternativas de ação e a fundamentação de decisões em finalidades, conhecimentos e estimativas cuidadosas.
Uma atividade premeditada exige deliberação quando se volta para novas situações ou tarefas e objetivos complexos ou quando conta com ações menos familiares. O planeamento também é necessário quando a adaptação das ações é coagida, por exemplo, por um ambiente crítico envolvendo alto risco ou alto custo, por uma atividade em parceria com mais alguém, ou por uma atividade que necessite estar sincronizada com um sistema dinâmico. Uma vez que o planejamento é um processo muito complicado, que consome muito tempo e dinheiro, recorremos ao planejamento apenas quando é realmente necessário ou quando a relação custo-beneficio nos obriga a planejar. Além disso, geralmente, procuramos somente planos bons e viáveis ao invés de planos ótimos.
É importante que o planeamento seja entendido como um processo cíclico e prático das determinações do plano, o que lhe garante continuidade, havendo uma constante realimentação de situações, propostas, resultados e soluções, lhe conferindo assim dinamismo, baseado na multidisciplinaridade, interatividade, num processo contínuo de tomada de decisão.
O planejamento é muito importante na área de gestão e administração, pois envolve a preparação, a organização e estruturação de objetivos e auxilia nas tomadas de decisões e execução de tarefas. Após a etapa de planejamento, é necessário avaliar se decisões foram tomadas acertadamente, através do processo denominado de feedback.

## História do planeamento
O planeamento por parte do Estado teve início quando a sociedade encontrava-se com a necessidade de se reconstruir. Após o fim da Primeira Guerra Mundial, com a crise de 1929, a antiga União Soviética tornou-se a primeira nação a aplicar o planeamento como ferramenta de reconstrução.
Segundo Dias (2003) "como instrumento governamental de orientação econômica" o planeamento da URSS teve a sua construção de forma sistemática e centralizada, o que deu ao planeamento um caráter centralizador e demasiadamente controlador dentro da ótica dos países de economia livre.
Após a Segunda Guerra Mundial foi estendida a sua prática aos países do bloco comunista e iniciada em países de economias mais abertas chegando, segundo Dias (2003), à França e ao Japão tendo a sua aplicação em países "subdesenvolvidos" apenas na década de 1950 a 1960.
O planeamento ganha destaque no cenário internacional, após momentos de crise global, sendo as crises de mercado as principais motivadoras da adoção do planejamento por países de economia de mercado. Tendo com exemplos as crises do México em 1994-1995, dos "Tigres Asiáticos" e outras economias do Sudeste Asiático em 1997-1998, da Rússia e do Brasil em 1998-1999, e a recente crise da Argentina de 2001-2002 que impulsionaram governos para atuarem orientando suas economias; segundo Ángel (2003).

## Níveis de planejamento
Observando os níveis hierárquicos, distinguem-se três tipos de planeamento: planeamento estratégico, tático e operacional.
O planeamento estratégico considera a empresa como um todo e é elaborado pelos níveis hierárquicos mais altos da organização. Relaciona-se com objetivos de longo prazo e com estratégias e ações para alcançá-los.
No segundo nível de planejamento, o tático, a atuação é em cada área funcional da empresa, compreendendo os recursos específicos. Seu desenvolvimento se dá pelos níveis organizacionais intermediários, tendo como objetivo a utilização eficiente dos recursos disponíveis com projeção em médio prazo. Em grandes empresas, identifica-se facilmente este nível de planeamento, ele se dá nos escritórios e superintendências regionais. Exemplificando: No Banco do Brasil esse planeamento ocorre nas superintendências estaduais. Seus planos de ação são desenvolvidos como forma e apoio às unidades operacionais (agências) num movimento sinérgico, objetivando o cumprimento dos objetivos e das metas estabelecidos no planejamento operacional (conceituado a seguir).
Já os planeamentos em nível operacional correspondem a um conjunto de partes homogêneas do planeamento tático, ou seja, identifica os procedimentos e processos específicos requeridos nos níveis inferiores da organização, apresentando planos de ação ou planos operacionais. É elaborado pelos níveis organizacionais inferiores, com foco nas atividades rotineiras da empresa, portanto, os planos  são desenvolvidos para períodos de tempo bastante curtos.
A maioria dos planos é focada em inúmeras projeções, promessas que dependem de inúmeros fatores a serem cumpridas especificamente em um novo negocio. O planejamento deve ser feito dentro da empresa e de preferência juntamente com os funcionários e deve estar "exposto" a todos.

## Planeamento automatizado
O planeamento automatizado (ou planeamento automático), é uma área da Inteligência Artificial (IA) que estuda este processo de deliberação por meio da computação.
Também conhecido como planeamento ou planificação.

## Planejamento urbano

Planejamento de uma casa.

### No Brasil
No âmbito do planejamento urbano no Brasil, destacam-se o planeamento municipal e o metropolitano. O primeiro é levado a cabo pelos municípios, na forma de leis orçamentarias e, no caso da organização territorial, através dos Planos Diretores Municipais. Todos os municípios brasileiros com mais de 20 000 habitantes deverão elaborar, com a participação da sociedade, seus respetivos planos diretores até outubro de 2006, sob pena de improbidade administrativa do prefeito e auxiliares.
Já o planejamento metropolitano é uma competência dos Estados (art. 25,§ 3º da Constituição Federal do Brasil), e deve tratar das funções públicas de interesse comum de municípios integrantes das regiões metropolitanas.